# جي. تومسون بيكر
جي. تومسون بيكر هو محامي وسياسي أمريكي، ولد في 13 أبريل 1847 في Cowan, Pennsylvania ‏ في الولايات المتحدة، وتوفي في 7 ديسمبر 1919 في فيلادلفيا في الولايات المتحدة. نشط حزبياً في الحزب الديمقراطي. وقد انتخب Mayors of Wildwood, New Jersey ‏ وانتخب عضو مجلس النواب الأمريكي ‏.